# Seilbahn Alp Sigel
Koordinaten: 47° 17′ 15,3″ N, 9° 27′ 48,1″ O; CH1903: 753152 / 239387

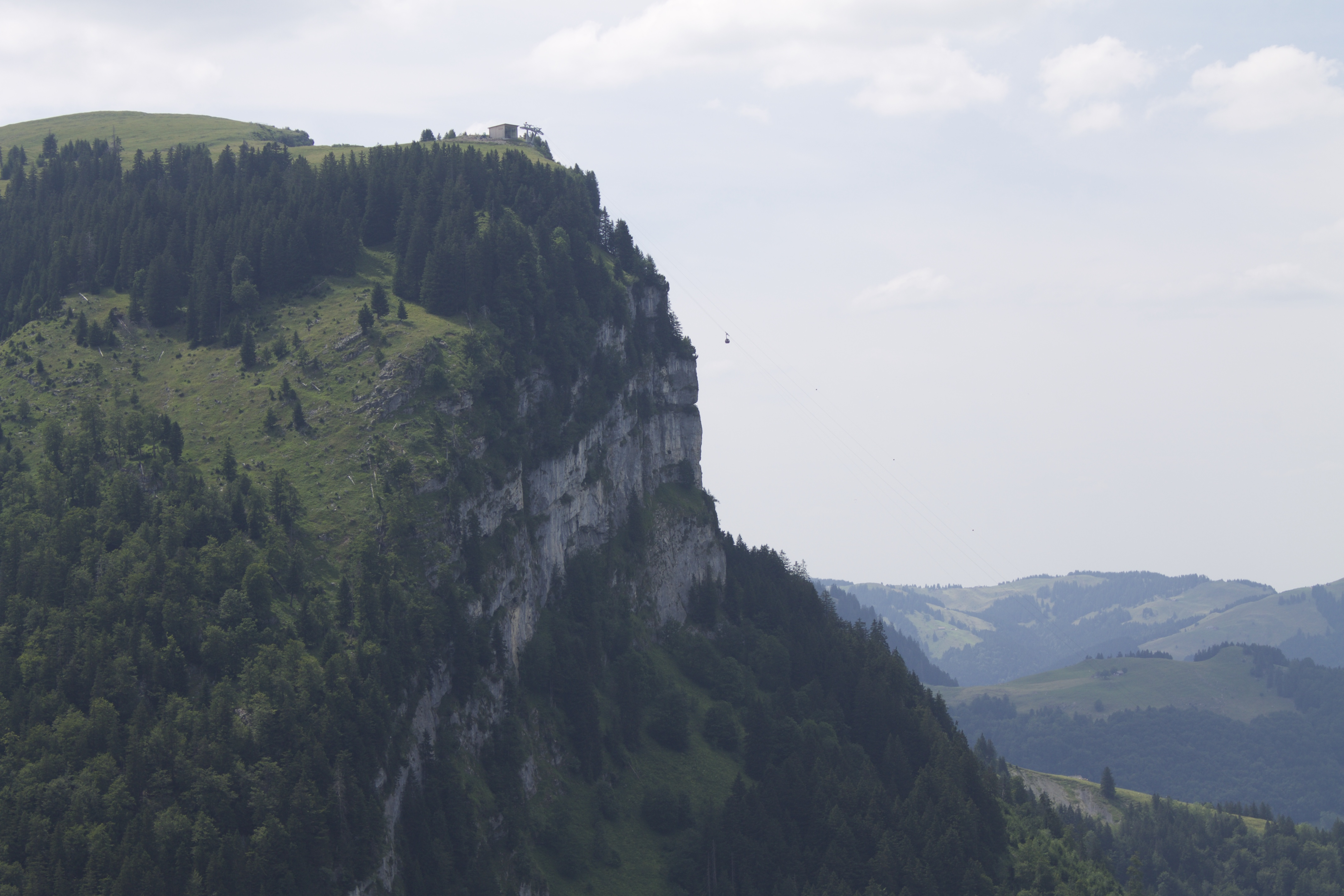
Bergstation mit Gondel, aus Richtung des Hohen Kastens gesehen

Die Seilbahn Alp Sigel ist eine Luftseilbahn im Bezirk Schwende-Rüte des Kantons Appenzell Innerrhoden in der Ostschweiz mit einer Länge von 1082 Metern. Die Fahrzeit beträgt 5 Minuten. Dabei wird eine Höhendifferenz von 657 Metern überwunden.

## Geschichte
Die Seilbahn Alp Sigel wurde 1964 von der «Alpgenossenschaft Alp Sigel» errichtet, da eine Fahrstrasse zur Erschliessung der Alp Sigel nicht wirtschaftlich realisiert werden konnte. Ursprünglich handelte es sich um eine einspurige Pendelbahn, die für Lasten bis 250 kg geeignet war. 1995 wurde die Anlage umfassend modernisiert. Am 9. Juni 2008 wurde die Anlage durch Blitzeinschlag schwer beschädigt und konnte nicht mehr repariert werden, sie musste von Grund auf neu errichtet werden. Die Seilbahnfirma «Inauen – Schätti» aus dem Kanton Glarus erstellte eine neue Pendelbahn mit zwei Kabinen. Die Bahn wurde nun für den Personentransport zugelassen, bei der alten durfte nur Material befördert werden. Die neue Seilbahn wurde am 1. Mai 2011 eröffnet. Die Talstation der Seilbahn befindet sich bei dem Gehöft Pfannenstiel bei Brülisau. Die Bergbahn ist vom 1. Mai bis zum 31. Oktober in Betrieb.